# At-Takwir
At-Takwir “O Enrolamento” (do árabe: سورة التكوير) é a octagéssima primeira sura do Alcorão e tem 29 ayats. Nos ayats 8 e 9 desta sura há uma ordem contra infanticídio de meninas.